# 2012 UW177
2012 UW177, também escrito como 2012 UW177, é um corpo celeste que é classificado como um centauro, numa classificação estendida de centauros. Ele possui uma magnitude absoluta de 11,3 e tem um diâmetro estimado de cerca de 24 km.

## Descoberta
2012 UW177 foi descoberto no dia 20 de outubro de 2012 pelo astrônomo M. Alexandersen.

## Órbita
A órbita de 2012 UW177 tem uma excentricidade de 0,261 e possui um semieixo maior de 30,125 UA. O seu periélio leva o mesmo a uma distância de 22,277 UA em relação ao Sol e seu afélio a 37,973 UA.